# Escala do Transtorno de Personalidade Borderline de Minnesota
A Escala do Transtorno de Personalidade Borderline de Minnesota (ETPBM) é um instrumento de avaliação da presença de traços típicos do transtorno de personalidade borderline . A escala foi criada em 2011 e usa itens do Questionário de Personalidade Multidimensional, um instrumento comumente incluído em grandes conjuntos de dados longitudinais, para que tais estudos anteriores possam ser reanalisados no que toca ao estudo deste transtorno.